# The Barber of Little Rock
The Barber of Little Rock ist ein US-amerikanischer Dokumentar-Kurzfilm von John Hoffman und Christine Turner aus dem Jahr 2023. Er behandelt die Ungerechtigkeiten des US-amerikanischen Bankwesens gegenüber schwarzen Personen am Beispiel von Little Rock, Arkansas, wo Arlo Washington einen gemeinnützigen Darlehensfond und eine Barbierschule betreibt.

## Handlung
Arlo Washington betreibt eine Schule für Barbiere im sozialen Brennpunkt von Little Rock, 2008 gründete er außerdem People Trust, einen gemeinnützigen Darlehenfonds, einen von 1500 Community development financial institutions (CDFIs), die es sich zur Aufgabe gemacht haben, rassistische und andere historische Ungleichheiten im Bankwesen auszugleichen. 
Der Film zeigt Interviews mit Menschen, die Washington unterstützt, die ihre Gedanken über Möglichkeiten, Wohlstand und Ungerechtigkeiten mit dem Zuschauer teilen. Auch Kundengespräche werden dokumentiert. Der Film zeigt außerdem den Alltag in seiner Barbierschule und seine Gedanken zum Gemeinwesen in Little Rock.
Arlo Washington führt durch die schwarze Gemeinschaft von Little Rock, die durch die Interstate 630 von dem Rest von Little Rock abgetrennt ist. Es leben 30.000 Personen auf dieser Seite von Little Rock, aber keine Bank. Anschließend fährt er durch The Heights, wo lediglich 8.000 Einwohner leben, aber Banken an jeder Ecke stehen. 
Washington erzählt von seiner Mutter, die ihn mit 16 Jahren bekommen hatte. Sie war eine Aktivistin, die sich trotz ihrer jungen Jahre um Housing Projects bemühte, aber mit 18 Jahren an einem Uteruskarzinom verstarb. Washington folgte ihrem Beispiel und versuchte, sich bereits als Teenager sozial zu engagieren. 
Zum Ende des Films werden eine Absolventin des Barbierprogramms, die eine Starthilfe bekommt, und ein Werkstattbetreiber gezeigt, der dank Washington seine eigene Werkstatt eröffnen kann.
Am Ende sagt Washington, dass dies nicht vorbei ist, sondern es gerade erst begonnen hat.

## Hintergrund
John Hoffman und Christine Turner wollten einen Film über das rassistische Wohlstandsgefälle in den Vereinigten Staaten drehen, das zum Teil immer noch auf der Jim-Crow-Gesetzgebung beruht. Eine große Inspiration für den Film war das Buch The Color of Money von Mehrsa Baradaran. Bei ihrer Recherche stießen sie auf Arlo Washington, der 2008 das Washington Barber College gründete, das bis 2023 über 15.000 lizenzierte Barbiere ausbildete, und 2014 den People Trust gründete, eine Bank, die Darlehen an Bedürftige vergibt. Die beiden Regisseure begleiteten Washington ein ganzes Jahr lang und drehten über 400 Stunden Material. Einer der Mitproduzenten des Films war der ehemalige NBA-Star Dwyane Wade.

## Veröffentlichung
Der Film wurde am 21. Juli 2023 auf dem Indy Shorts International Film Festival uraufgeführt, wo er den Jenni Berebitsky Legacy Award erhielt.  Am 30. September 2023 lief er auf dem Woodstock Film Festival und im November 2023 auf dem DOC NYC. Einer größeren Öffentlichkeit wurde er über die Website des Magazin The New Yorker zugänglich gemacht. Der Film wurde bei der Oscarverleihung 2024 für einen Oscar in der Kategorie Bester Dokumentar-Kurzfilm nominiert.